# Szkoła Podstawowa nr 23 im. Tadeusza Kościuszki w Zabrzu
Szkoła Podstawowa nr 23 im. Tadeusza Kościuszki – szkoła podstawowa znajdująca się na terenie Zabrza, w dzielnicy Maciejów.